# Racovița (okręg Sybin)
Racovița – wieś w Rumunii, w okręgu Sybin, w gminie Racovița. W 2011 roku liczyła 2022 mieszkańców.